# 鹹光餅

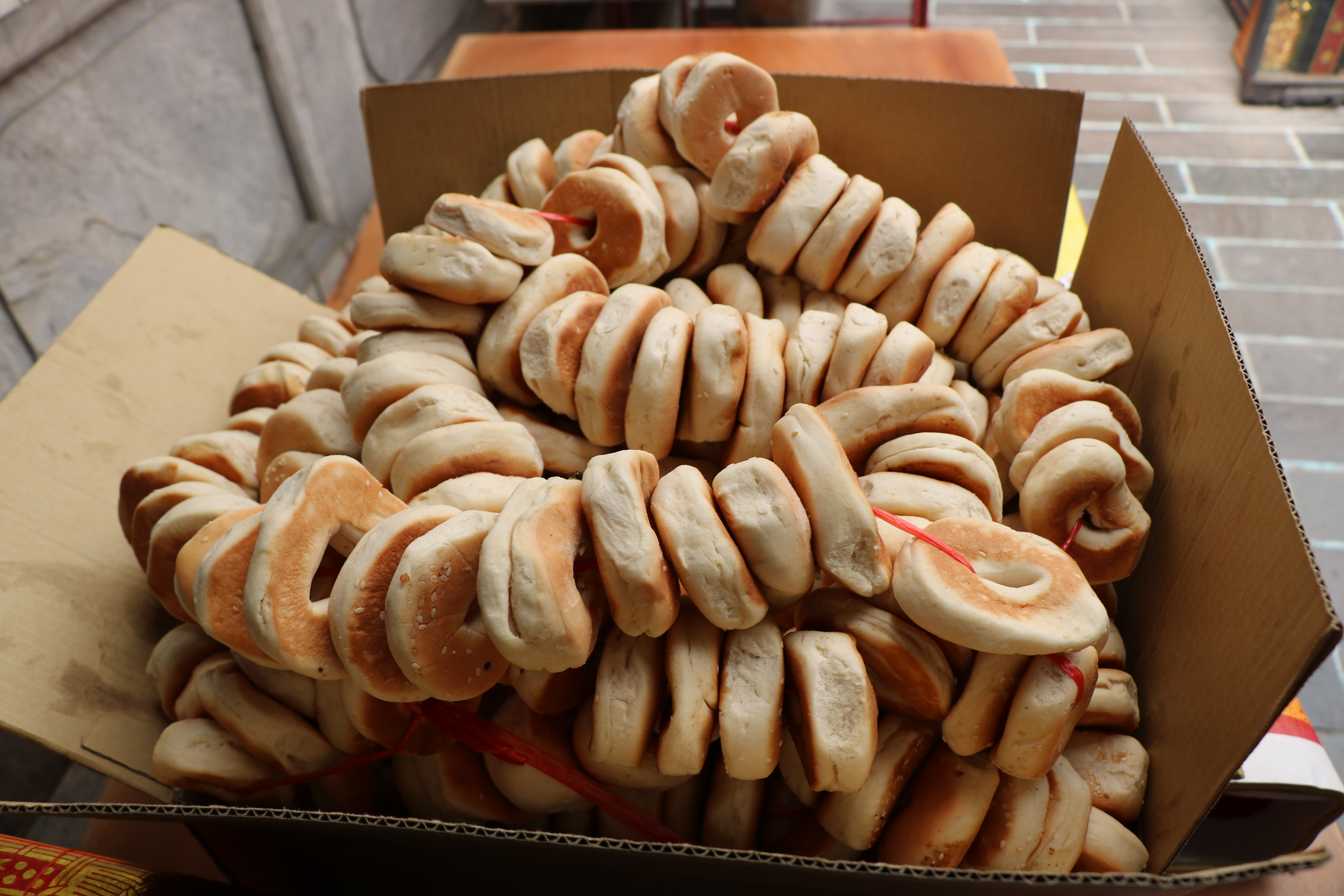
一箱鹹光餅

鹹光餅是一種以低筋麵粉製成的糕餅，又稱平安餅，通常製成圓形，中間挖個小洞，有點像甜甜圈，吃起來甜中帶鹹。鹹光餅更是台灣廟會神明遶境時不可或缺的必需品，而在每年新莊大眾爺繞境時會有官將首沿途發鹹光餅給信眾，吃了可保平安。而在新莊的一些百年糕餅店也會賣這種糕點，可拿來當茶點。

## 原型
鹹光餅是相傳於明代將軍戚繼光為了奉命捉拿海盜，因伙伕在做飯時灶煙升起，引起海盜來襲，於是戚繼光為了克服海盜，叫伙伕做些烘乾以便儲存的乾糧，並以繩子串起，讓士兵方便攜帶，後人為了紀念戚繼光將軍的睿智，這種餅取名為「鹹光餅」。